# Cophyla puellarum
Cophyla puellarum es una especie de anfibio anuro de la familia Microhylidae.

## Distribución geográfica
Esta especie es endémica de la región de Diana de Madagascar. Se encuentra en el Parque nacional de la Montaña de Ámbar.

## Publicación original
- Rakotoarison, Crottini, Müller, Rödel, Glaw & Vences, 2015 : Revision and phylogeny of narrow-mouthed treefrogs (Cophyla) from northern Madagascar: integration of molecular, osteological, and bioacoustic data reveals three new species. Zootaxa, n.º 3937, p. 61–89.[4]